# Vůz Btn752 ČD
Přípojné vozy řady Btn752 (do 1. ledna 2009 řada 042,, od 1. ledna 2001 řada Btn752, původně řada Btfnw) jsou osobní železniční vozy, které vznikly rekonstrukcí starších vozů v roce 1989 pro potřeby zkoušek prototypů motorového vozu řady 842. Jejich posledním výkonem byla vozba spěšného vlaku 1494 a 1495 mezi Prahou a Louny. Během roku 2021 byly všechny 4 vozy trvale odstaveny z provozu jako nepotřebné.

## Konstrukce
Jedná se o čtyřnápravové osobní vozy 2. třídy se dvěma velkoprostorovými oddíly pro cestující a dvěma nástupními prostory na obou koncích vozu. Zatímco karoserie zůstala při rekonstrukci v podstatě zachována, hlavních úprav se dočkaly podvozky, které nově vyrobila Vagónka Poprad. Změny se týkaly konstrukce rámu, pneumatického sekundárního vypružení, přenosu sil a brzdové výzbroje. Vozy 003 a 004 obdržely i nucené radiální řízení dvojkolí v oblouku, podobně jako druhý prototyp motorového vozu 842.002. Kromě toho byly upraveny i další vozové komponenty, např. hlavní příčník a spojení skříní s podvozky, apod.

## Výroba a provoz
K motorovým vozů řady 842 byla plánována výroba přípojných vozů shodné koncepce. K tomuto kroku však nedošlo a kvůli zkouškám dvou vyrobených prototypů řady 842 byly zrekonstruovány čtyři vozy Bnp (nyní řada Btn755) na typ Btfnw (později označeny jako řada 042), neboť se předpokládal zkušební provoz vlaku s oběma motorovými vozy 842 na koncích a čtyřmi vloženými vozy 042.
Jejich zkušební provoz byl zahájen v roce 1989, ale vzhledem k poruchovým převodovkám motorových vozů byly často odstaveny. V majetku studénské vagónky zůstaly až do roku 1993, kdy je po zahájení sériové výroby motorových vozů řady 842 odkoupily ČD.
V GVD 2020/21 jezdily v pravidelném provozu na jednom páru vlaků Sp 1494/1495 z Loun do Prahy a zpět. Od té doby do provozu již nezasáhly, byly nahrazeny soupravou složenou z motorového vozu 854 a 2 přípojných vozů Bdtn.

## Galerie

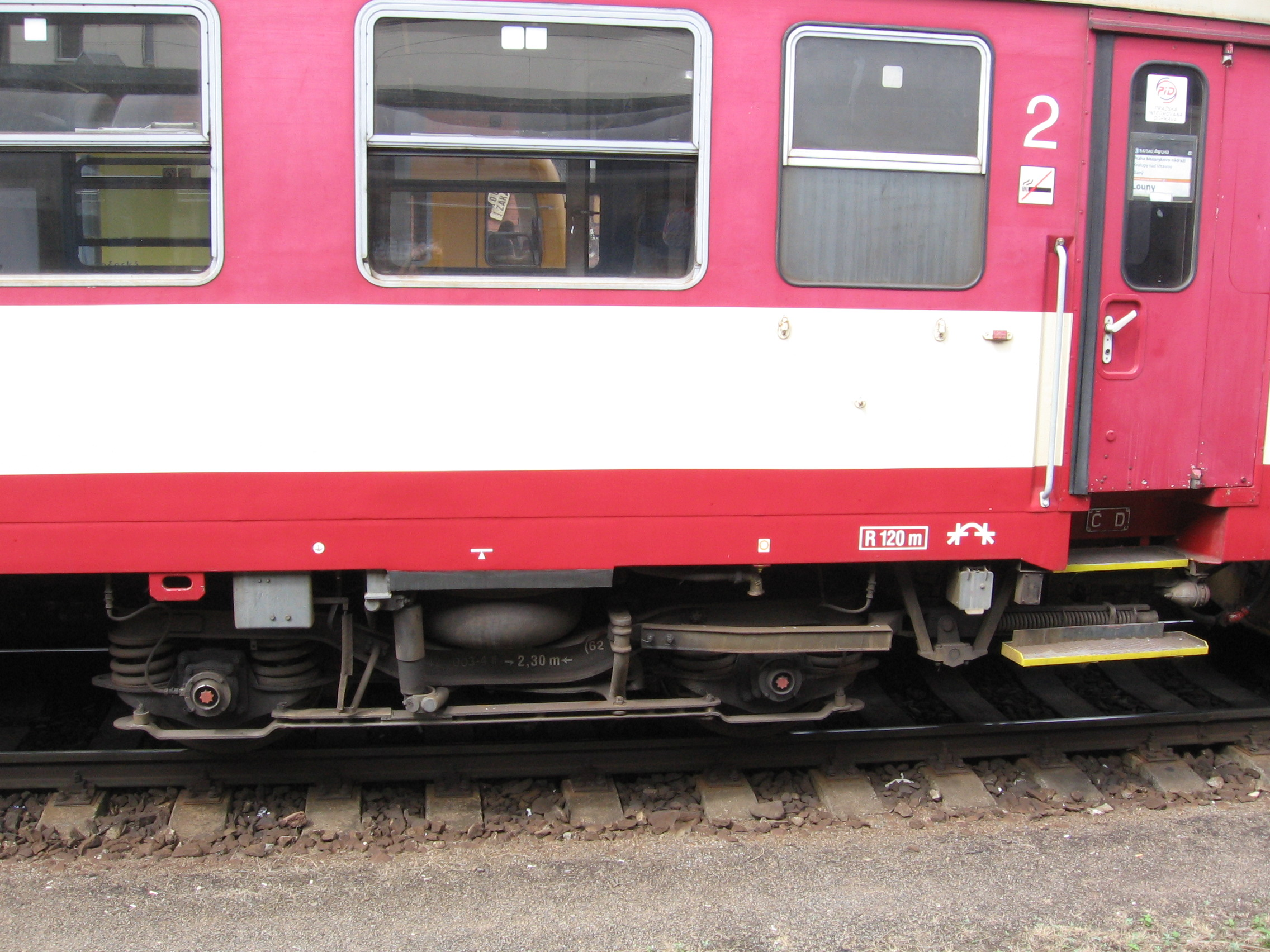
Podvozek vozu 042.003 s mechanismem nuceného natáčení dvojkolí
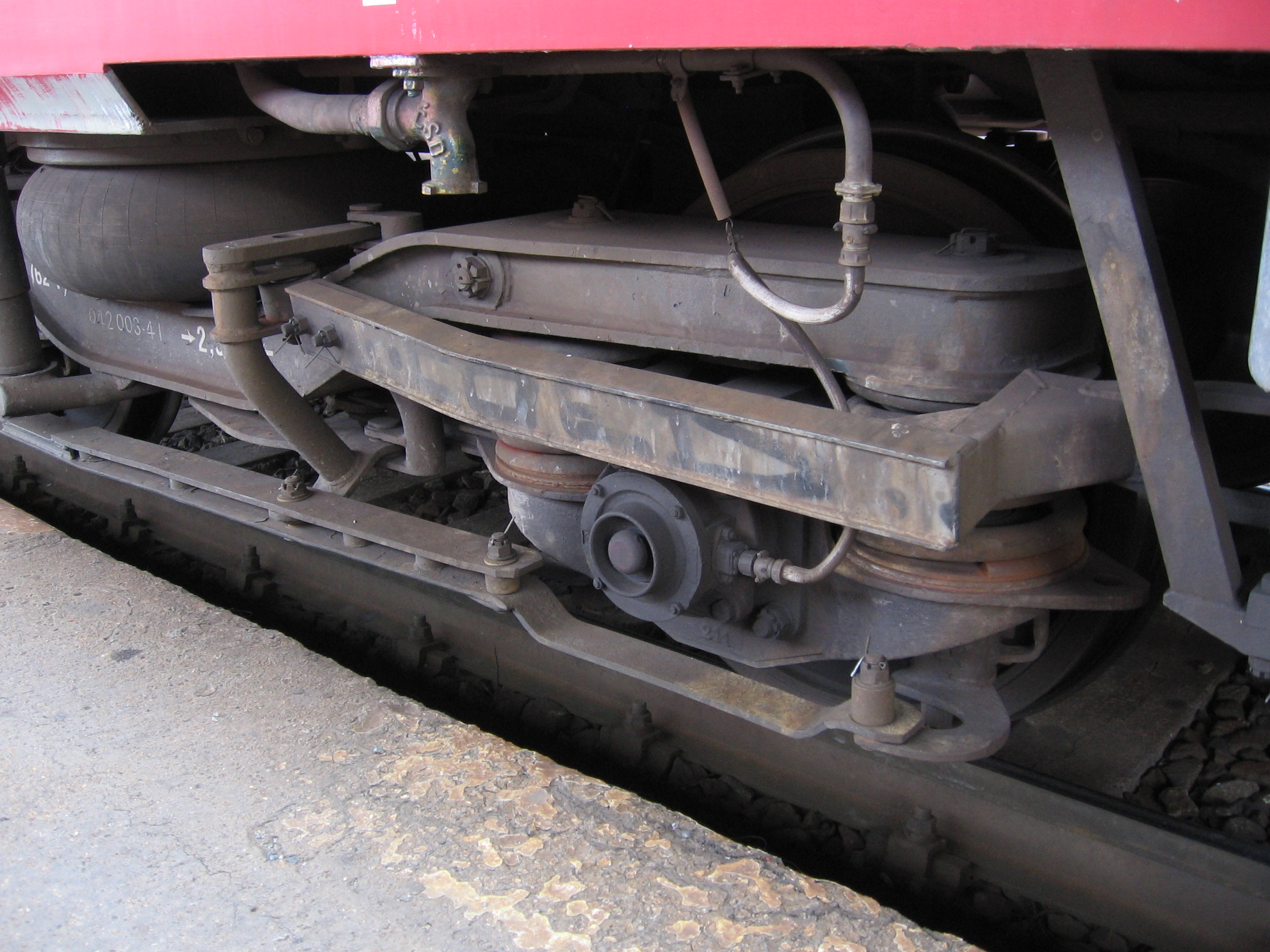
Detail mechanismu
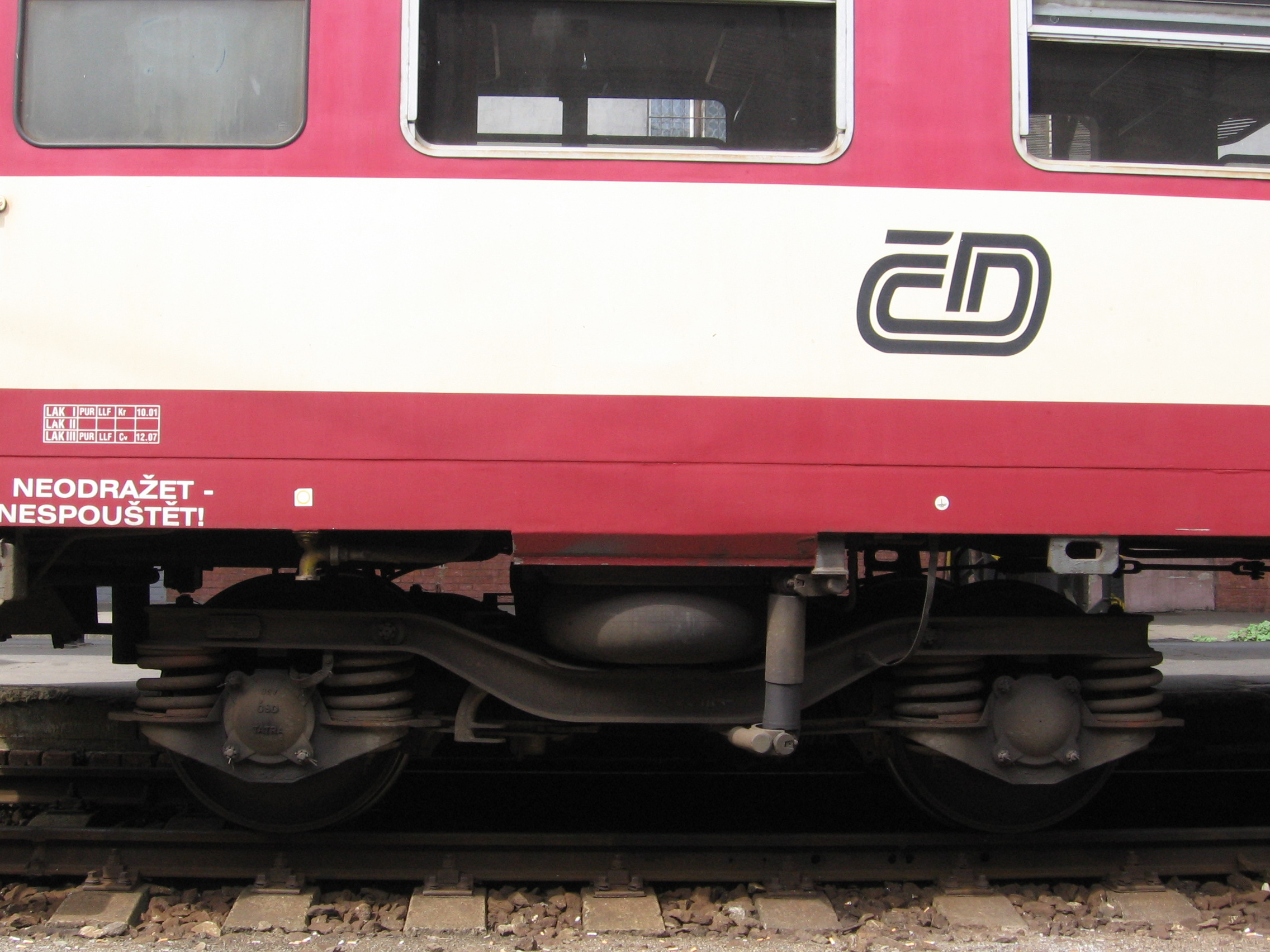
Podvozek vozu 042.001
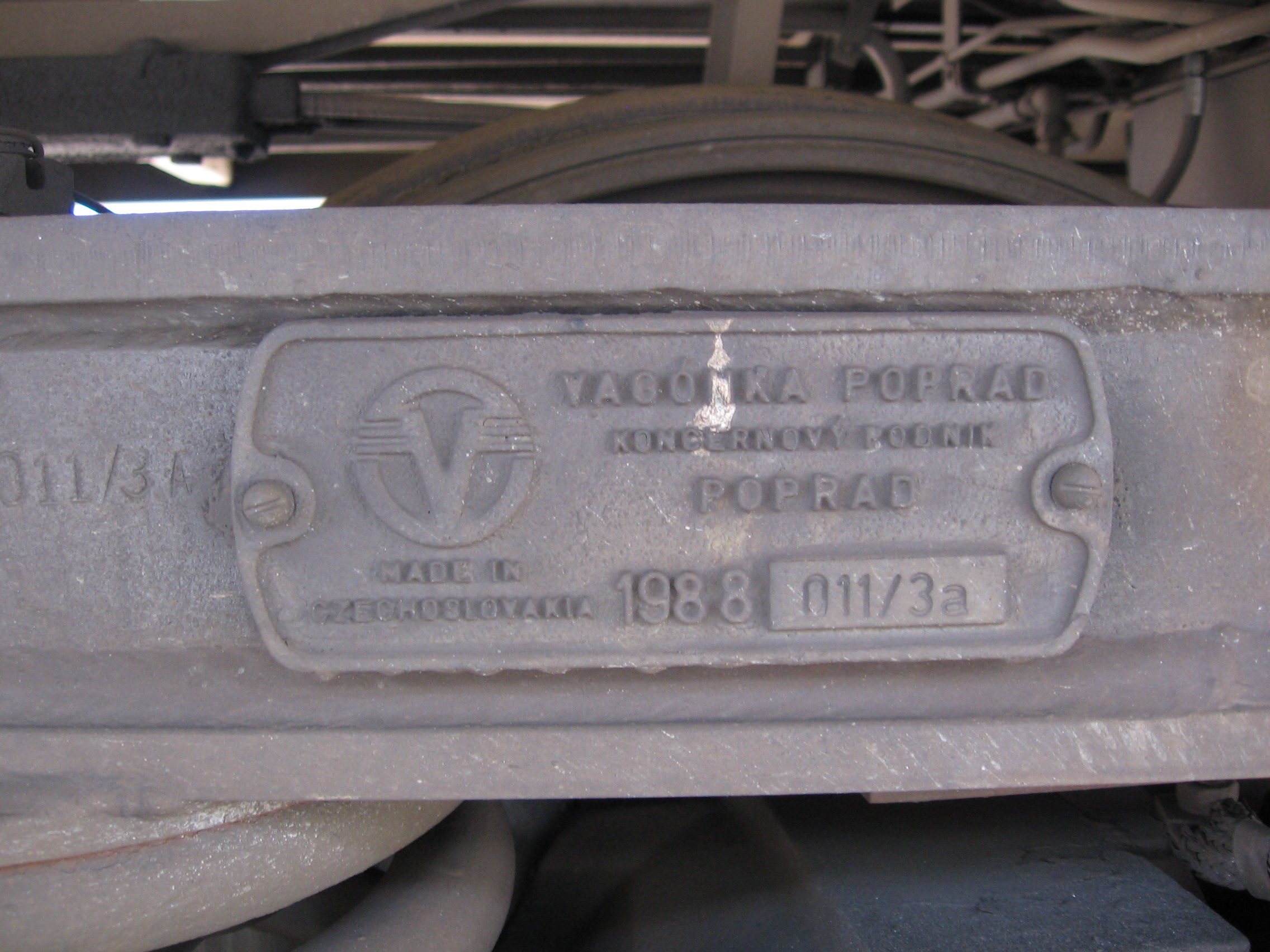
Výrobní štítek podvozku